# Polsko-szwedzkie stosunki w latach II wojny światowej
Kontakty polsko-szwedzkie mają długą tradycję. Polacy i Szwedzi byli niejednokrotnie przeciwnikami na polach bitew, ale jednocześnie po upadku państwa polskiego wielu Szwedów popierało polskie dążenia narodowowyzwoleńcze. Kilku wzięło udział w powstaniu styczniowym, a jeden z weteranów, Wilhelm Ossian Unman, doczekał niepodległej Polski i w 1921 został udekorowany Orderem Virtuti Militari, uzyskując stopień podporucznika Wojska Polskiego.
Przed wybuchem II wojny światowej rząd polski zawarł ze Szwecją porozumienie, na mocy którego od 1 września 1939 Szwecja objęła ochroną polskie interesy na terenie III Rzeszy i sprawowała tę funkcję do 20 listopada 1939, kiedy to rząd niemiecki wycofał zgodę na kontynuację tej działalności. Pomimo nacisków Niemiec strona szwedzka uznała jednak polski rząd na obczyźnie i zgodziła się na działanie poselstwa polskiego w Sztokholmie oraz konsulatu w Malmö. Placówki te funkcjonowały na terenie Szwecji do końca wojny.

## Okręty i statki polskie w Szwecji
W wyniku działań wojennych we wrześniu 1939 przybyły do Szwecji i zostały tu internowane trzy polskie okręty podwodne: ORP „Sęp” (przybył 17 września), ORP „Ryś” (od 18 września) i ORP „Żbik” (od 25 września). Szwedzi wyznaczyli im postój przy wyspie Vaxholm, następnie w Sztokholmie i w Mariefred. Radiostację jednego z okrętów podwodnych (prawdopodobnie ORP „Żbik”) wykorzystano później do stworzenia kanału komunikacyjnego pomiędzy poselstwem RP w Sztokholmie a Londynem.
Ponadto od sierpnia 1939 do końca wojny w Szwecji przebywały żaglowiec szkolny „Dar Pomorza” oraz motorówka Straży Granicznej „Batory”, której udało się przerwać blokadę Helu przed kapitulacją 2 października 1939. W portach szwedzkich znalazło się też osiem polskich statków handlowych, które jednak zdołały przedostać się do portów brytyjskich.
Po zakończeniu wojny okręty podwodne, „Dar Pomorza” i „Batory” powróciły do Polski. W dowód wdzięczności za opiekę nad załogami tych jednostek polskie władze odznaczyły później 19 szwedzkich admirałów i oficerów.

## Internowani Polacy w Szwecji
Szwecja stała się celem podróży dla wielu polskich żołnierzy internowanych we wrześniu w krajach bałtyckich. Starali się oni dostać do Szwecji drogą morską lub też rejsowymi samolotami pasażerskimi. W ten sposób osiągnęło Szwecję około 300-400 ludzi; inni nie zdołali się tam dostać, ponieważ pod naciskiem Niemiec Szwedzi zaczęli limitować, a następnie całkowicie wstrzymali wydawanie wiz Polakom. Ci, którzy dotarli do Szwecji, mieli jednak poważne problemy z przedostaniem się do krajów Europy Zachodniej (Wielkiej Brytanii i Francji), ponieważ Szwedzi skrupulatnie przestrzegali zasad neutralności i zezwalali na wyjazd przede wszystkim osobom niepełnoletnim i starszym (powyżej 50. roku życia).
W Szwecji internowano także polskich lotników z czterech bombowców Lancaster z 300 Dywizjonu Bombowego, które zestrzeliła szwedzka artyleria przeciwlotnicza w nocy z 29 na 30 sierpnia 1944 roku podczas lotu nad niemiecki Szczecin.

## Szwedzi a polska konspiracja
Wywiad Związku Walki Zbrojnej – Armii Krajowej dość wcześnie nawiązał kontakt z obywatelami szwedzkimi, którzy zgodzili się z nim współpracować. Jako pierwsi podjęli tę współpracę przedstawiciele szwedzkich firm działających już przed wojną na terenie Polski, głównie w Warszawie. Byli to m.in. Carl Herslow, Sigge Häggberg, Sven Norrman i inni. Pełnili oni funkcje kurierów przewożąc przesyłki z materiałami wywiadowczymi do Sztokholmu. W lipcu 1942 gestapo zdobyło informacje o ich działalności i wielu z nich, a także współpracujących z nimi Polaków, zostało aresztowanych. Po procesach sądowych kilku skazano na karę śmierci, ale po wstawiennictwie władz szwedzkich wyroki nie zostały wykonane.
Współpraca z obywatelami Szwecji, a także ze szwedzkim wywiadem, została również podjęta na Pomorzu. Odpowiednie kontakty ze strony polskiej nawiązywał głównie ppor. rez. Jan Belau ps. „Mewa”, „Morski” – oficer wywiadu Pomorskiego Okręgu AK. Współpracował ze szwedzkim pastorem w Gdyni Danielem Cederbergiem ps. „Waza”, który przesyłał polskie meldunki wywiadowcze do Sztokholmu. Meldunki te przewozili najczęściej kapitanowie szwedzkich statków i inne osoby wyjeżdżające do Szwecji.
W tej działalności pomocni byli m.in. Szwed o pseudonimie lub też imieniu „Adolfus” oraz agent szwedzkiego wywiadu makler L.D., kryptonim „X-10”, który został zaprzysiężony przez wspomnianego wyżej pastora Cederberga. „X-10” pomagał Polakom w przerzucaniu do Szwecji ludzi (zbiegłych jeńców brytyjskich, lotników i marynarzy), a także w dostarczaniu informacji.
Szwedzcy kurierzy i wtajemniczeni przedstawiciele wywiadu przekazywali przewożone przesyłki pracownikom polskiej Bazy „Anna”, działającej nieformalnie przy poselstwie RP w Sztokholmie.

## Przerzuty do Szwecji
W czasie II wojny światowej wywiad ZWZ-AK poza zdobywaniem informacji wywiadowczych i przekazywaniem meldunków przez kurierów zajmował się także przerzutem do Szwecji osób zagrożonych represjami gestapo oraz jeńców obcej narodowości, głównie Brytyjczyków, którzy uciekli z niemieckich obozów (np. z obozu Stalag Luft III w Żaganiu – w marcu 1944 r.). Działalność przerzutową prowadziły komórki Komendy Głównej AK („Lombard”, „Zagroda”) i Komendy Pomorskiego Okręgu AK. Zaangażowano w nią m.in. działającą w Gdyni komórkę wywiadowczą por. rez. Antoniego Wiśniewskiego, który współpracował z Marią i Franciszkiem Szmelterami, prowadzącymi restaurację na dworcu kolejowym w Gdańsku.
Większość przerzutów zrealizowano wykorzystując tzw. drogę „Wiking” prowadzącą z Gdyni (a niekiedy także z Gdańska i Szczecina) do Szwecji. Środkiem transportu były najczęściej pływające pod szwedzką banderą statki handlowe, które zawijały do tych portów (w Gdyni do basenu handlowego nr III). Uciekinierzy oraz kurierzy, wyposażeni w odpowiednie dokumenty, byli wprowadzani na jednostki pływające przez pozyskanych do współpracy obywateli szwedzkich. Jednym z nich był marynarz Hopwel Kobat. Po osiągnięciu Szwecji i zejściu na ląd przybyszy z Polski przejmowali przedstawiciele sztokholmskiej Bazy Anna – komórki pośredniczącej przy przekazywaniu poczty pomiędzy krajem a władzami polskimi na obczyźnie.
W przerzucaniu ludzi do Szwecji uczestniczyły też inne organizacje konspiracyjne współpracujące z AK, przede wszystkim Tajna Organizacja Wojskowa „Gryf Pomorski”. Dzięki zachowanym źródłom można ustalić, że specjalna komórka tej organizacji, kierowana przez Jana Śledzia (Śleszyńskiego) w okresie od września 1942 do sierpnia 1943, to jest do chwili jej rozbicia przez gestapo, przerzuciła do Szwecji aż 350 osób.
Po zmianie sytuacji politycznej w Europie, na początku 1945 organizacje tworzącego się podziemia antykomunistycznego podjęły próby ponownego zorganizowania drogi przerzutowej do Szwecji. Wykorzystano w tym celu osoby zaangażowane w akcje przerzutowe podczas okupacji niemieckiej. Najbardziej pewną i wydajną trasę z Gdyni do Szwecji zorganizowało Narodowe Zjednoczenie Wojskowe, a ściślej biorąc jego Okręg Morski oznaczony kryptonimem „Semper Fidelis – V”. Pozwoliło to na przerzucenie do Sztokholmu wielu żołnierzy podziemia, m.in. kurierki toruńskiego inspektoratu AK, a potem WiN – Marii Sobocińskiej ps. „Ryśka”.
Działalność przerzutowa do Szwecji ułatwiła zarówno utrzymanie łączności pomiędzy Polskim Państwem Podziemnym a władzami RP na obczyźnie, jak i stanowiła pomoc w ratowaniu osób represjonowanych i narażonych na utratę życia zarówno z rąk Niemców, jak i później – Sowietów.